# Herbert Gans
Herbert Julius Gans (Colonia, 7 maggio 1927 – New York, 21 aprile 2025) è stato un sociologo tedesco naturalizzato statunitense. Considerato uno dei più influenti sociologi della sua generazione, si dedicò allo studio delle società urbane e della sociologia della comunicazione. Presidente dell'American Sociological Association nel 1988, insegnò alla Columbia University dal 1971 al 2007, diventando successivamente docente emerito.

## Biografia
Nel 1938, appena undicenne, Gans fuggì dalla Germania nazista per riparare in Inghilterra. Due anni dopo raggiunse gli Stati Uniti d'America, acquisendo la cittadinanza statunitense tre anni dopo. Nel 1947 si diplomò al College dell'Università di Chicago e nel 1950 conseguì un Master of Arts in Sociologia e scienze sociali nella stessa università. Dopo aver conseguito quest'ultimo titolo, iniziò a lavorare per diverse aziende private, occupandosi della ricerca sociale connessa all'urbanistica per uno studio di architettura. Nel 1953 si dedicò alla carriera accademica, lavorando per l'Università della Pennsylvania prima come lecturer e poi come professore associato. Nel 1957 conseguì presso la stessa università un dottorato di ricerca. Nel 1964 passò al Teachers College della Columbia University e successivamente al MIT. Nel 1971 iniziò a insegnare alla Columbia.